# Blanka Votavová
Blanka Votavová, cunoscută, de asemenea, ca Blanka Votavová-Buková, (n. 5 aprilie 1933, Praga, Cehoslovacia – d. 18 mai 2018, Bratislava, Slovacia) a fost o pictoriță, graficiană și ilustratoare cehoslovacă, care a ilustrat un număr mare de cărți pentru copii și tineret.

## Biografie

### Viață timpurie, educație
S-a născut la 5 aprilie 1933 la Praga și a purtat inițial numele Blanka Buková. A absolvit cursurile Școlii Profesionale de Artă din orașul natal, specializându-se în ceramică, după care a studiat în perioada 1953–1959 la Școala Superioară de Arte Aplicate din Praga⁠(d), mai întâi la secția de grafică cinematografică sub îndrumarea profesorului Adolf Hoffmeister⁠(d) și apoi la secția de grafică aplicată⁠(d) și de carte cu profesorul František Muzika⁠(d).
Formarea ei profesională a fost influențată de personalitatea versatilă a pictorului și graficianului Muzika, care i-a transmis tinerei artiste hărnicia, concentrarea și profunzimea sa. După absolvire, Blanka a urmat în perioada 1959–1960 un an de studii postuniversitare. Și-a urmat soțul, muzicianul Ferdinand Votava, și s-a mutat în anul 1960, împreună cu el, la Bratislava, unde a locuit la etajul III al unei case de pe Vetvová ulica.

### Viață artistică, carieră
A lucrat ca redactor artistic la editura de literatură pentru copii Mladé letá⁠(d) din Bratislava, cu care a fost asociată până în 1990, ocupându-se cu realizarea de ilustrații și cu redactarea publicațiilor. A participat în anul 1967 la Bienala de Ilustrație de la Bratislava⁠(d) și în anul 1991 a devenit membră a Asociației Artiștilor Grafici Cehi Hollar.
În cursul carierei sale, Blanka Votavová a ilustrat peste 50 de volume, în principal cărți pentru copii și cărți de poezii, remarcându-se printr-un simț fin al detaliului. A creat, de asemenea, grafică (folosind în primul rând tehnicile punct uscat⁠(d) și acvaforte), desene și – ocazional – țesături decorative⁠(d). Creațiile artistice ale Blankăi Votavová au un caracter meditativ și liric, care este subliniat de selecția armonioasă a culorilor, conțin uneori motive inspirate din ornamentația populară și, începând din 2001, reflectă tristețea cauzată de moartea fiului ei mult iubit.
Blanka Votavová a participat, începând de la sfârșitul anilor 1960, la numeroase expoziții colective de grafică și desen, care au avut loc la Brno (1966 și anii următori), Cracovia (1966), Barcelona (1969), Bologna (1970), Bradford (1971), Fredrikstad (1974), Ljubljana (1974), Banská Bystrica (1981), Chrudim (1992), Maastricht (1993), Seul (2000) și Plzeň (2006), și a organizat expoziții individuale de pictură, grafică și desen la Atena (1989), Martin (1992), Ottawa (1993), Neusiedl (1995), České Budějovice (2001), Bratislava (2003), Hradec Králové (2003 și 2007), Chrudim (2008) și Nové Zámky (2010). Lucrările ei se află în colecțiile mai multor instituții și galerii de artă interne și străine precum Universitatea Carolină din Praga, Muzeul Literaturii Cehe din Praga, Cabinetul ex libris din Chrudim, Galeria Națională Slovacă, Galeria orașului Bratislava, galeriile orașelor Banská Bystrica, Martin și Žilina, California College of the Arts, Galeria Vigadó din Budapesta, Museo Civico di Grafica din Brunico etc.
Ea a câștigat numeroase premii naționale și internaționale. A fost distinsă cu un premiu la Concursul Internațional Ex libris „J. A. Comenský” din Praga (1991), cu premiul pentru cele mai frumoase cărți din Slovacia pe anul 1992 pentru Rozum do vrecka 1 (1993), cu un premiu la a X-a Trienală Ex libris din Chrudim (2002) și cu premiul Ľudovít Fulla⁠(d) pentru realizarea de ilustrații pentru copii și adolescenți în anul 2006. Printre premiile internaționale pe care le-a obținut se numără distincțiile obținute în anul 1994 la Trienala mondială de stampe de format mic de la Chamalières și la Concursul Internațional Ex libris de la Milano, premiul Academiei de Arte „Masaryk” din Praga din 1995 și premiul Concursului European Ex libris de la Praga din 2000. Blanka Votavová a obținut, de asemenea, alte distincții la Vilnius (1995), Tokyo (1997) și Chrudim.
A decedat pe 18 mai 2018 la Bratislava.
Fiul ei, Aleš Votava⁠(d) (1962–2001), a fost influențat în copilărie de creațiile artistice ale mamei sale și a lucrat ulterior ca scenograf și creator de costume pentru spectacolele de teatru, operă și film.

## Cărți ilustrate (selecție)
- Mihai Beniuc, Moja Itaka (Ithaca mea, Slovenský spisovatel, Bratislava, 1961)[15]
- Július Fučík, Bohumila Sílová, O troch písmenkách (Mladé letá, 1962);
- ***, Tvárou k slnku (Mladé letá, 1962);
- Genrich Aľtov, Legendy o hviezdnych kapitánoch (Legendele căpitanilor stelari, Smena, 1964);
- Stanisław Kowalewski, Čierne okná (Mladé letá, 1964);
- Benno Pludra, Štvornohý námorník (Mladé letá, 1964);
- Mária Jančová, Kojko hľadá rozprávku (Mladé letá, 1965);
- Dagmar Wagnerová-Škamlová, Pávie oko (Mladé letá, 1966);
- Rosemarie Klaus, Žeriavie pero (Mladé letá, 1966);
- Octav Pancu-Iași, Veľká novina o malom chlapcovi (O veste mare despre un băiat mic, Mladé letá, 1967);[16]
- ***, Dcérka a mať (Mladé letá, 1968);
- Vladimír Ferko, Malý zelinkár (Mladé letá, 1969);
- ***, Príbeh kráľa Sancharíba (Mladé letá, 1969);
- Blanka Votavová, Na lúke a v lese (Mladé letá, 1970);
- Irina Tokmakova, Kde spí rybka (Mladé letá, 1972; 1983);
- Jana Červenková, Štvorlístok pre šťastie (Mladé letá, 1973);
- Mária Topoľská, Modrobiely svet (Mladé letá, 1974);
- Martin Červenka, Izbové rastliny (Mladé letá, 1974; 1981);
- Pavla Kováčová, Hrabko a Smrečko (Osveta, 1975; 1982);
- Martin Červenka, Naše stromy a kry (Mladé letá, 1976);
- Dimitar Stefanov, Slnečné prasiatka (Mladé letá, 1976);
- Ján Beňo, Sneh je môj kamarát (Mladé letá, 1978);
- Ján Andel, Kohútik Hrebenárik (Osveta, 1978);
- Lenka Dedinská, Čítanka pre 3. ročník základnej školy (SPN, 1978; 1988);
- Štefan Žáry, Ako dočiahneme slnce (Mladé letá, 1979);
- Štefan Kantor, Hudobná výchova pre 5. ročník základnej školy (SPN, 1980; 1988);
- Eleonóra Gašparová, Modré slnko (Mladé letá, 1981);
- Martin Červenka, Okrasné dreviny parkov a záhrad (Mladé letá, 1981);
- Helena Križanová-Brindzová, V krajine zlatého rúna (Mladé letá, 1981);
- Ján Andel, Vrabček a kolobežka (Osveta, 1982);
- Blanka Votavová, Čarovný vŕšok (Mladé letá, 1983);
- ***, Kreslíme obrázky (Mladé letá, 1984);
- Valéria Betáková ș.a., Slovenský jazyk pre 7. ročník základnej školy (SPN, 1984; 1987);
- Valéria Betáková, Slovenský jazyk základnej školy (SPN, 1984);
- ***, Vôňa domova (Mladé letá, 1984);
- Vojtech Kondrót, Veža, ktorú bolia zuby : Verše maďarských básnikov pre deti (Mladé letá, 1985);
- Anna Minichová, Dedo Oskár a škriatok Akoty (Mladé letá, 1985);
- Ján Oravec, Slovenský jazyk pre 8. ročník základnej školy (SPN, 1985; 1990);
- ***, Veža, ktorú bolia zuby (Mladé letá, 1985);
- Lenka Dedinská, Čítanka pre 3. ročník základnej školy (SPN, 1986; 1994);
- Štefan Kantor, Hudobná výchova pre 5. ročník základnej školy (SPN, 1986; 1989);
- Miloš Zapletal, Výpravy za dobrodružstvím (Albatros, 1986);
- Pavol Dobšinský, O veternom kráľovi (Mladé letá, 1987);
- Anna Minichová, Annika ja kotitonttu (Werner-Löderström Osakeyhtiö, Porvoo-Helsinki-Juva, 1987);
- Anna Minichová, Opa Oskar und das Wichtelmännchen Sowiedu (Mladé letá, 1987);
- Ondrej Sliacky, Zlaté Slniečko (Mladé letá, 1987);
- Mária Števková, Čo uvidel vrabček (Mladé letá, 1987; 1990);
- ***, Slniečko nám zostane (Mladé letá, 1987);
- Ľubica Kopinová, Hudobná výchova pre 5. ročník základnej školy (SPN, 1988);
- Štefan Žáry, Ako dočiahneme slnce (Mladé letá, 1988);
- Anna Minichová, Hľadajme Šamíska (Mladé letá, 1990);
- Pavla Kováčová, Zajko Belko a panelák (Osveta, 1990);
- Mária Števková, Lo que vio el gorrión (traducere de Kvétoslava Sedláková, Mladé letá, 1990);
- Igor Imro, Rozum do vrecka 1 (Mladé letá, 1992; 2000);
- Igor Imro, Rozum do vrecka 2 (Mladé letá, 1993);
- Pavol Korec, Krajiny Zeme . 1 : Európa Ázia (Q 111, 1995);
- Maurice Druon, Tistou so zázračnými prstami (Spolok sv. Vojtecha, 1996);
- Elena Dzurillová, Rozprávky pre Kajku (Spolok sv. Vojtecha, 1997);
- Kveta Dašková, Tri mestá. : So strašidielkom Pipom po Bratislave. Čo videl Arko v Budapešti. Viedenský vrabčiak Čivko (Q 111, 2001);
- Kveta Dašková, Éva Gaál, Alfred Komarek, Drei Städte : Mit Pipo, dem kleinen. Gespenst, quer durch Bratislava (Q 111, 2001);
- Kveta Dašková, Három város (Q111, 2001);
- Jaroslava Blažková, Traja nebojsovia a duch Miguel (Vydavateľstvo Q111, 2003).